# Kathleen Shaw
Pour les articles homonymes, voir Shaw.
Kathleen Shaw (née le 18 janvier 1903 à Barton-upon-Irwell en Angleterre et morte le 19 juillet 1983 à Trearddur Bay au pays de Galles) est une patineuse artistique britannique, médaillée de bronze aux championnats du monde de 1926.

## Biographie

### Carrière sportive
Kathleen Shaw est née à Barton-upon-Irwell dans le Lancashire (actuellement dans le Grand Manchester) au nord de l'Angleterre. Elle a remporté le titre national de Grande-Bretagne à trois reprises (1927-1929-1930) dont le premier championnat organisé pour les dames en 1927.
Sur le plan international, elle a participé à trois championnats du monde, et a gagné la médaille de bronze mondiale en 1926 à Stockholm. Elle a également participé aux premiers championnats d'Europe féminins organisés en 1930 à Vienne.
Elle a aussi représenté son pays à deux olympiades. C'était aux Jeux de 1924 à Chamonix et aux Jeux de 1928 à Saint-Moritz où elle s'est classée respectivement 7e et 14e.

## Palmarès
| Compétition                     | 1924 | 1925 | 1926 | 1927 | 1928 | 1929 | 1930 |  |  |  |  |  |  |  |  |
| Jeux olympiques d'hiver         | 7e   |      |      |      | 14e  |      |      |  |  |  |  |  |  |  |  |
| Championnats du monde           |      | 4e   | 3e   |      | 6e   |      |      |  |  |  |  |  |  |  |  |
| Championnats d’Europe           |      |      |      |      |      |      | 8e   |  |  |  |  |  |  |  |  |
| Championnats de Grande-Bretagne |      | 2e   | 2e   | 1re  | 3e   | 1re  | 1re  |  |  |  |  |  |  |  |  |
|                                 |      |      |      |      |      |      |      |  |  |  |  |  |  |  |  |